# Кочетков, Сергей Николаевич
Сергей Николаевич Кочетков (род. 1952) — специалист в области физико-химической биологии, биохимии, молекулярной биологии и энзимологии, академик РАН (2019). Главный редактор журнала "Биоорганическая химия". 

## Биография
Родился 19 февраля 1952 года в Москве.
В 1974 году — окончил химический факультет МГУ.
С 1974 года по настоящее время работает в Институте молекулярной биологии имени В. А. Энгельгардта РАН.
В 1986 году — защитил докторскую диссертацию.
В 1993 году — присвоено учёное звание профессора.
С 1996 по 2004 годы являлся заместителем директора Института по научной работе.
В 1997 году — избран членом-корреспондентом РАН.
С 2000 года ведет преподавательскую деятельность в должности профессора химического факультета МГУ.
В настоящее время — заведующий лабораторией молекулярных основ действия физиологически активных соединений.
В 2019 году избран академиком РАН.

## Научная деятельность
Область научных интересов и сфера научной деятельности: физико-химическая биология, молекулярная биология, биохимия, энзимология.
Председатель Научного совета по молекулярной биологии и генетике, координатор секции физико-химической биологии РФФИ.
Автор более 130 научных публикаций. С июля 2022 г. – главный редактор журнала "Биоорганическая химия" (Russian Journal of Bioorganic Chemistry). 

## Награды
- Премия Ленинского Комсомола (в составе группы, за 1986 год) — за работу «Физико-химические и биологические механизмы аденозин — 3’,5’ циклофосфат зависимого фосфорилирования белков»
- Премия имени М. М. Шемякина (совместно с Л. А. Александровой, А. Л. Хандажинской, за 2022 год) — за работу «Аналоги нуклеозидов - прототипы лекарственных средств против социально-значимых инфекций»
- Орден Дружбы (5 февраля 2024 года) — за большой вклад в развитие отечественной науки, многолетнюю плодотворную деятельность и в связи с 300-летием со дня основания Российской академии наук[5]